# Aéroport de Beja
Pour les articles homonymes, voir BYJ.
L'Aéroport de Beja (portugais : Aeroporto de Beja; code IATA : BYJ • code OACI : LPBJ) est un aéroport portugais qui a ouvert ses portes au transport civil le 15 avril 2011.

## Localisation
L'aéroport de Beja est situé à 9 km au nord-ouest de Beja, à 150 km de Lisbonne, 120 km de Faro et à moins de 60 km de l'Espagne. Beja (prononcé en portugais : [ˈbɛʒɐ]) est une ville de la municipalité de Beja dans la Région de l'Alentejo, au Portugal. La municipalité a une superficie totale de 1 147 km2 et une population totale de 34 970 habitants. La ville est peuplée de 21 658 habitants.

## Histoire de l'aéroport
Une base aérienne a été créée le 21 octobre 1964, construite à l'origine pour servir de centre de formation pour l'armée de l'Air allemande de l'ouest, en raison des limitations dans l'espace aérien de l'Allemagne de l'Ouest. Jusqu'en 1993, il a été utilisé en particulier pour l'entraînement aux armes, et, en 1987, l'escadron 103 de l'armée de l'air portugaise, ses Lockheed T-33 et Northrop T-38 ont été transférés depuis Montijo à Beja. Après leur arrivée, la base a commencé à accueillir différents types d'aéronefs, notamment des aéronefs d'entraînement à voilure fixe et à voilure tournante, ainsi que des avions de patrouille maritime.
Avec les aéroports de Lisbonne, Porto, Faro, Funchal (Madère), Porto Santo, Flores, Santa Maria, Ponta Delgada et Horta, l'aéroport de Beja a été concédé à ANA Aeroportos de Portugal, le 18 décembre 1998, en vertu des dispositions du décret 404/98 Avec cette concession, ANA a également été nommé responsable de la planification, du développement et de la construction des futures infrastructures.
En 2011, un nouveau terminal civil a été construit et Beja est devenu un aéroport à double usage: militaire et civil. L'aéroport vise à attirer des compagnies charters et low-cost. Le vol inaugural à destination de Praia, au Cap-Vert, a eu lieu le 13 avril 2011. Il y a également eu des vols charters pour le Royaume-Uni.
En dépit d'être le seul aéroport dans l'Alentejo – la plus grande région portugaise, avec une superficie comparable à la taille de la Belgique – l'aéroport n'a pas réussi à attirer l'attention des transporteurs à bas prix et n'a jamais eu aucune programmation régulière de vols. En septembre 2012, les plans pour le reconvertir en aéroport de fret sont en cours de discussion. Il pourrait être une plateforme logistique entre les produits qui sont livrés au proche Port de Sines et l'ensemble de l'Europe. En septembre 2012, l'avenir de l'aéroport reste incertain. En septembre 2013, il a été annoncé que la compagnie Aigle Azur allait démarrer des vols saisonniers depuis Paris.
Alors que l'aéroport n'a pas de vols réguliers de passagers, il est utilisé par Hi Fly et sa filiale maltaise pour le stationnement des avions. Une société est aussi en train de construire un hangar à l'aéroport pour la maintenance des avions Hi Fly, complétant ses opérations à l'aéroport Humberto Delgado de Lisbonne.

## Compagnies aériennes et destination
- ASL Airlines France: charter saisonnier depuis Paris-Charles de Gaulle
- Evelop Airlines: charter saisonnier depuis Minorque, Palma de Majorque, Tenerife-Sud